# موزخوار
موزخوار یا توراکو (نام علمی: Musophagidae) نام یک تیره به نام موزخواران (Musophagidae) از راسته موزخوارسانان است.

## گونه‌ها
Order Musophagiformes
- تیره Musophagidae
  - زیر Corythaeolinae
    - سرده Corythaeola
      - موزخوار آبی بزرگ،  Corythaeola crostata

  - زیر تیره Criniferinae
    - سرده پرنده ددری
      - پرنده ددری شکم‌سفید،  Corythaixoides leucogaster
      - پرنده ددری خاکستری،  Corythaixoides concolor
      - پرنده ددری لخت‌سیما،  Corythaixoides personatus

    - سرده سبزموزخوارها
      - سبزموزخوار غربی،  Crinifer piscator
      - سبزموزخوار شرقی،  Crinifer zonurus

  - زیر تیره Musophaginae
    - سرده Gallirex
      - موزخوار روونزوری – Gallirex johnstoni
      - موزخوار کاکل‌زرشکی،  Gallirex porphyreolophus

    - سرده Pseudopoetus
      - موزخوار نوک‌زرد،  Pseudopoetus macrorhynchus

    - سرده موزخوارها (سرده)
      - موزخوار بنفش،  Musophaga violacea
      - موزخوار راس،  Musophaga rossae

  - سرده Menelikornis
    -       - موزخوار گونه‌سفید،  Menelikornis leucotis

    - سرده موزخوارهای اصلی
      - موزخوار بنرمن،  Tauraco bannermani
      - موزخوار کاکل‌سفید،  Tauraco leucolophus
      - موزخوار کاکل‌قرمز،  Tauraco erythrolophus
      - موزخوار گینه،  Tauraco persa
      - موزخوار کنیسنا،  Tauraco corythaix
      - موزخوار لیوینگستون،  Tauraco livingstonii
      - موزخوار فیشر،  Tauraco fischeri
      - موزخوار نوک‌سیاه،  Tauraco schuettii
      - موزخوار شلو،  Tauraco schalowi
      - موزخوار هارتلاب،  Tauraco hartlaubi
      - موزخوار روسپولی،  Tauraco ruspolii